# Pedro Prado Mendizábal
Pedro Prado Mendizábal (Lugo, 1902-¿?) va ser un marí i militar espanyol.

## Biografia
Nascut a Lugo en 1902, es va diplomar com a oficial del Cos General de l'Armada. En 1931, poc després de la proclamació de la Segona República, va ser ajudant personal del ministre Santiago Casares Quiroga. Des de febrer de 1936 va ser secretari tècnic del Ministeri de Marina d'Espanya, a les ordres del ministre José Giral.
Després de l'esclat de la Guerra civil va ser nomenat cap d'operacions de la Marina de guerra republicana. Es va traslladar a Màlaga, des d'on va preparar una gran operació aeronaval sobre el badia d'Algesires; Prado Mendizábal també va insistir en la necessitat de llançar una operació combinada terrestre-naval contra Algesires. Malgrat la seva insistència, aquesta operació finalment no va tenir lloc i els franquistes acabarien forçant el pas de l'Estret de Gibraltar. D'altra banda, durant les primeres setmanes de la contesa Prado Mendizábal va trobar una situació molt precària en l'organització de l'armada. Va arribar a establir el seu lloc de comandament en el creuer Libertad. En novembre de 1936 fou nomenat comandant del creuer lleuger Méndez Núñez, comandament que exerciria durant una part de la contesa. Al capdavant del Méndez Núñez va prendre part en la Batalla del cap de Palos. L'abril del 1938 va ser nomenat cap d'Estat Major de l'Armada republicana, càrrec que va exercir fins a gener de 1939.
Persona de filiació comunista, després del final de la contesa es va exiliar a la Unió Soviètica. Durant la Segona Guerra Mundial hauria participat en la defensa de Leningrad. Després del final de la guerra mundial, en 1947 va abandonar el servei militar amb el rang de vicealmirall. A partir d'aquesta data es va centrar en la vida civil.
Posteriorment, en 1961 —després del triomf de la revolució cubana— es va traslladar a Cuba com a assessor militar al costat d'altres antics militars republicans, país on va emprar el nom de «Juan Lamela». Va romandre a l'illa del Carib durant algun temps.